# Dynasty Cup 1992
De Dynasty Cup 1992 was de tweede editie van het voetbaltoernooi voor nationale landenteams in de regio Oost-Azië. Het is de voorloper van het Oost-Aziatisch kampioenschap voetbal. Het toernooi werd gehouden van 22 tot en met 29 augustus 1992. De speelstad is Peking, China. 
Japan won het toernooi. In de finale werd Zuid-Korea na strafschoppen verslagen.

## Groepsfase

### Eindstand
| Team        | WG | W | G | V | DV | DT | DS | Ptn. |
| ----------- | -- | - | - | - | -- | -- | -- | ---- |
| Japan       | 3  | 2 | 1 | 0 | 6  | 1  | +5 | 5    |
| Zuid-Korea  | 3  | 1 | 2 | 0 | 3  | 1  | +2 | 4    |
| Noord-Korea | 3  | 0 | 2 | 1 | 4  | 7  | –3 | 2    |
| China       | 3  | 0 | 1 | 2 | 2  | 6  | –4 | 1    |

### Wedstrijden
|                                     |            |       |       |                                                        |
| 22 augustus 1992 «onderlinge duels» | Zuid-Korea | 0 – 0 | Japan | Toeschouwers: 50.000 Scheidsrechter: Nizar Watti (SYR) |
| 22 augustus 1992 «onderlinge duels» |            |       |       | Toeschouwers: 50.000 Scheidsrechter: Nizar Watti (SYR) |

|                                     |                            |       |                                    |                                                                   |
| 22 augustus 1992 «onderlinge duels» | China                      | 2 – 2 | Noord-Korea                        | Toeschouwers: 55.000 Scheidsrechter: Mohamed Nazri Abdullah (MAS) |
| 22 augustus 1992 «onderlinge duels» | Xu Hong 65' Gao Hongbo 89' |       | 41' Choi Won Nam 75' Kim Jong-song | Toeschouwers: 55.000 Scheidsrechter: Mohamed Nazri Abdullah (MAS) |

|                                     |       |                                       |       |                                                            |
| 24 augustus 1992 «onderlinge duels» | China | 0 – 2                                 | Japan | Toeschouwers: 60.000 Scheidsrechter: Pirom Unprasert (THA) |
| 24 augustus 1992 «onderlinge duels» |       | 38' Masahiro Fukuda 82' Takuya Takagi |       | Toeschouwers: 60.000 Scheidsrechter: Pirom Unprasert (THA) |

|                                     |                   |       |                   |                                                         |
| 24 augustus 1992 «onderlinge duels» | Zuid-Korea        | 1 – 1 | Noord-Korea       | Toeschouwers: 60.000 Scheidsrechter: Nizar Watti )(SYR) |
| 24 augustus 1992 «onderlinge duels» | Hong Myung Bo 22' |       | 89' Choi Yong Son | Toeschouwers: 60.000 Scheidsrechter: Nizar Watti )(SYR) |

|                                     |                   |       |                                                                |                                                          |
| 26 augustus 1992 «onderlinge duels» | Noord-Korea       | 1 – 4 | Japan                                                          | Toeschouwers: 20.000 Scheidsrechter: Chen Yam Ming (HKG) |
| 26 augustus 1992 «onderlinge duels» | Kim Jong-song 13' |       | 33' Masahiro Fukuda 35', 46' Takuya Takagi 74' Kazuyoshi Miura | Toeschouwers: 20.000 Scheidsrechter: Chen Yam Ming (HKG) |

|                                     |       |                                      |            |                                                        |
| 26 augustus 1992 «onderlinge duels» | China | 0 – 2                                | Zuid-Korea | Toeschouwers: 20.000 Scheidsrechter: Ali Mohamed (BHR) |
| 26 augustus 1992 «onderlinge duels» |       | 19' Park Hyun-Yong 73' Jung Jae-Kwon |            | Toeschouwers: 20.000 Scheidsrechter: Ali Mohamed (BHR) |

## Finale
|                                     |                                                                    |       |                                                         |                                                            |
| 29 augustus 1992 «onderlinge duels» | Japan                                                              | 2 – 2 | Zuid-Korea                                              | Toeschouwers: 15.000 Scheidsrechter: Pirom Unprasert (THA) |
| 29 augustus 1992 «onderlinge duels» | Masashi Nakayama 83' Takuya Takagi 96'                             |       | 32' Jung Jae-kwon 97' Kim Jung-hyuk                     | Toeschouwers: 15.000 Scheidsrechter: Pirom Unprasert (THA) |
| 29 augustus 1992 «onderlinge duels» | Strafschoppen                                                      |       |                                                         | Toeschouwers: 15.000 Scheidsrechter: Pirom Unprasert (THA) |
| 29 augustus 1992 «onderlinge duels» | Tetsuji Hashiratani Masami Ihara Kazuyoshi Miura Tsuyoshi Kitazawa | 4–2   | Kim Jung-hyuk Lee Sang-yoon Choi Kang-hee Ko Jeong-woon | Toeschouwers: 15.000 Scheidsrechter: Pirom Unprasert (THA) |